# Stephan Doering
Stephan Alexander Doering (* 1966 in Rotterdam) ist ein deutscher Psychoanalytiker, Arzt, Universitätsprofessor und seit 1. Januar 2011 Vorstand der Universitätsklinik für Psychoanalyse und Psychotherapie am Allgemeinen Krankenhaus in Wien.

## Leben
Sein Medizinstudium hat Doering in Göttingen, Berlin und Jerusalem absolviert und 1994 an der Universität Göttingen abgeschlossen. Die Ausbildung zum Facharzt absolvierte er an der Universität Innsbruck, wo er sich 2002 für die Fächer Psychotherapie, Psychosomatik und Medizinische Psychologie habilitierte. Doering ist Facharzt für Psychiatrie und Neurologie und Facharzt für Psychosomatische Medizin und Psychotherapie. Von 2004 bis 2010 wirkte er als Professor für Psychosomatik in der Zahnheilkunde an der Westfälischen Wilhelms-Universität Münster. Er absolvierte mehrere Forschungsaufenthalte im Personality Disorders Institute der Cornell University, New York.
Doering fungiert als Vizepräsident der Gesellschaft zur Erforschung und Therapie von Persönlichkeitsstörungen (GePs) und als Sprecher der AG Persönlichkeitsstörungen im Deutschen Kollegium für Psychosomatische Medizin (DKPM). Er hat einige Forschungspreise erhalten und ist Herausgeber von  Fachzeitschriften. Neben zahlreichen wissenschaftlichen Publikationen hat er auch Bücher zu psychischen Störungen im Spielfilm herausgegeben.